# Crenicichla jupiaensis
Crenicichla jupiaensis är en fiskart som beskrevs av Heraldo A. Britski och Luengo, 1968. Crenicichla jupiaensis ingår i släktet Crenicichla och familjen Cichlidae. Inga underarter finns listade i Catalogue of Life.